# Henri Victor Regnault
Henri Victor Regnault (Aquisgrán, 21 de julio de 1810 - París, 19 de enero de 1878) fue un químico y físico francés conocido por sus cuidadosas mediciones de las propiedades térmicas de los gases. Fue un pionero de la termodinámica y mentor de Lord Kelvin en la década de 1840.

## Biografía
Nacido en Aquisgrán en 1810 se trasladó a París tras morir sus padres cuando apenas contaba con 8 años. Ahí trabajó en una carpintería hasta los dieciocho años. En 1830 fue admmitido en la École Polytechnique y en 1832 se graduó en la École des mines.
Trabajando bajo Justus von Liebig en Gießen, Regnault se distinguió en el naciente campo de la química orgánica al sintetizar diversos hidrocarburos clorados como el cloruro de vinilo, el policloruro de vinilo o el diclorometano y fue nombrado profesor de química en la Universidad de Lyon. En 1840, fue nombrado catedrático de química de la École Polytechnique y en 1841 se convirtió en profesor de física en el Colegio de Francia.
A partir de 1843 comenzó a compilar tablas numéricas de las propiedades del vapor. Fueron publicadas en 1847, lo que le condujo a ganar la Medalla Rumford de la Royal Society de Londres y a su nombramiento como Ingeniero Jefe de Minas. En 1854 fue nombrado director de la fábrica de porcelana de Sèvres.
En Sèvres, continuó con su trabajo sobre las propiedades térmicas de la materia. Diseñó termómetros, higrómetros, hipsómetros y calorímetros y midió el calor específico de muchas sustancias y el coeficiente de expansión termal de varios gases. En el transcurso de su trabajo descubrió que no todos los gases se expandían igual cuando se calentaban y que la ley de Boyle es solo una aproximación, especialmente a temperaturas cercanas al punto de ebullición.
Regnault fue también un ávido fotógrafo. Introdujo el ácido pirogálico y fue uno de los primeros en usar papel negativo. En 1854 se convirtió en uno de los fundadores y presidente de la Société Française de Photographie.
En 1871, su laboratorio en Sèvres fue destruido y su hijo Alexandre Georges Henri Regnault murió, ambas cosas debido a la Guerra Franco-Prusiana. Se retiró de la ciencia al año siguiente sin haberse recuperado de esas pérdidas.

## Obra
- Regnault-Strecker's kurzes Lehrbuch der Chemie. Vieweg, Braunschweig 1851 (Digitalisierte Ausgabe Digitalisierte Ausgabe der Universitäts- und Landesbibliothek Düsseldorf).
  - 1. Anorganische Chemie. 4. Aufl.1858
  - 2. Organische Chemie. 2. Aufl.1857

## Reconocimientos
- Es uno de los 72 científicos cuyo nombre figura inscrito en la Torre Eiffel.
- El cráter lunar Regnault lleva este nombre en su memoria.[1]
- Se ha sugerido que el uso de la letra R para denotar la constante de los gases ideales (R = 8'31441 J/(mol·K) = 0'082 atm·l/(mol·K) ) es en su honor.